# Біждерев прибережний
Біждерев прибережний (Myricaria germanica) — вид квіткових рослин родини тамарискових (Tamaricaceae).

## Біоморфологічна характеристика
Це кущ 0.6–2.5 метра заввишки. Кора червонувато-бура. Листки лінійно-ланцетні, довгасті чи яйцюваті, тупі, цілокраї, 2–6 × 2 мм, сизувато-зелені, часто накладені один на одного, як черепиця. Китиці (2)4–12(25) см завдовжки. Квітки 5-членні, від білуватих до рожевих, досить великі. Чашечка 3-лопатева, 2–4 мм. Пелюсток переважно 5, завдовжки 4–6 мм. Тичинок 10. Коробочка завдовжки 8–12 мм, сіра, пірамідальна. Насіння 1–1.5 мм, яйцювате, коричневе, з чубчиком. 2n=24.

## Поширення
Росте у Європі (Фінляндія, Норвегія, Швеція, Чехія, Словаччина, Австрія, Швейцарія, Німеччина, Угорщина, Польща, Білорусь, Молдова, Україна, Македонія, Сербія, Хорватія, Чорногорія, Італія, Румунія, Іспанія, Франція) й пд.-зх. Азії (Туреччина, Вірменія, Азербайджан, Грузія, Афганістан, Іран, Пакистан).
В Україні вид росте на берегах і долинах річок — у Карпатах, зх. ч. Лісостепу; у садах і парках.

## Використання
Відвар кори є заспокійливим. Його використовують в Іспанії при лікуванні жовтяниці. Деревина використовується як паливо. Декоративна рослина